# Lokavec, Sveta Ana
Lokavec este o localitate din comuna Sveta Ana, Slovenia, cu o populație de 209 locuitori.